# Chùa Thái Lạc

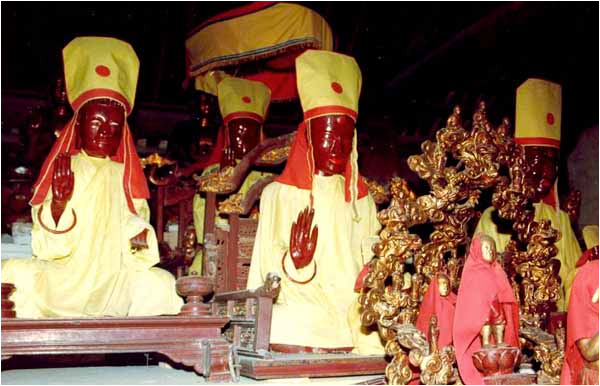
Tượng Pháp Vân, Pháp Vũ, Pháp Lôi, Pháp Điện ở Lạc hồng Văn Lâm, Hưng yên, cùng hội nhau về 1 chùa trong đó có chùa Thái Lạc.

Chùa Thái Lạc ở xã Lạc Hồng, huyện Văn Lâm, tỉnh Hưng Yên. Chùa thuộc hệ thống chùa Tứ Pháp, thờ Phật và Pháp Vân. Chùa nổi tiếng vì có các bức chạm gõ từ đời Trần.

## Lịch sử
Chùa được xây dựng từ đời Lý, chùa là nơi hiếm hoi trên toàn Việt Nam còn giữ được 1 bức vì ở gian giữa thượng điện là kiến trúc từ đời Trần, ngoài chùa Thái Lạc chỉ còn thấy ở chùa Dâu và chùa Bối Khê. Bức chạm trên vì gỗ của chùa chạm hình thiên nữ Càn Thát Bà một trong Thiên Long Bát Bộ của Phật giáo.
Ngọc phả của Chùa ghi năm Đại Định thứ 2 năm 1162 đời Lý Nhân Tông.Ngọc phả ghi rõ ràng về sự kiện Tứ Pháp ở luy lâu xảy ra thời Hán Linh Đế (168-189 sau công nguyên).
Năm 1673 chùa được đại trùng tu.
Năm 1964 chùa được công nhận là Di tích lịch sử cấp quốc gia của toàn quốc và tỉnh.